# Вурстер-Нордзекюсте
Вурстер-Нордзекюсте (нем. Wurster Nordseeküste) — община в Германии, земля Нижняя Саксония, район Куксхафен.
Население составляет 17 095 человек (на 31 декабря 2019 года). Занимает площадь 181,75 км².

## Административное устройство
Община Вурстер-Нордзекюсте состоит из следующих поселений:
- Времен
- Дорум
- Каппель
- Мидлум
- Миссельварден
- Мульзум
- Нордхольц
- Падингбюттель